# Dynamika signálu
Dynamika signálu je bezrozměrná veličina, vyjadřující poměr maximální a minimální rozlišitelné velikosti signálu nesoucího informaci (viz též dynamický rozsah), nebo směrnice změny. Signál může být optický, elektromagnetický, elektrický, akustický, mechanický, pneumatický či hydraulický. Podle charakteru může být signál spojitý, nebo diskrétní. Podle toho lze dynamiku signálu  rozdělit.
Dynamika signálu může být vyjádřena přímo velikostí poměru, ale často se vyjadřuje nějakou logaritmickou stupnicí -  desítkovou (v decibelech), nebo odvozenou od přirozeného logaritmu (v Neperech) a nebo dvojkovou (EV ve fotografii).

## Dynamika optického signálu
Dynamika optického signálu je obvykle dána kontrastem (jasovým i barevným) a u digitálních signálů barevnou hloubkou.
Často se zde setkáváme s použitím výrazu Dynamický rozsah 

## Dynamika elektromagnetického signálu
Tato dynamika je nejčastěji vázána na dynamiku elektrického signálu, který vyvolává magnetické pole.

## Dynamika elektrického  signálu
Dynamika elektrického signálu je nejčastěji používaným pojmem a často souvisí s dynamikou dalších signálů, které se na signál elektrický převádí či naopak.

## Dynamika akustického  signálu
Dynamika akustického signálu je často omezována pouze na zdroj akustického signálu a následně na vliv prostředí, kde dochází ke změnám této dynamiky.

## Dynamika signálu

Dynamika živé hudby a dynamika hudby zaznamenané a následně reprodukované

Nejčastěji se však s tímto pojmem setkáváme u elektroakustického řetězce či jeho jednotlivých částí,, kde se běžně vyjadřuje v decibelech.
Elektroakustický řetězec většinou navazuje na zdroj akustického signálu a začíná jeho přeměnou na signál elektrický, který se dále může všemožně upravovat, případně i v různých podobách zaznamenávat a následně snímat, zakončením elektroakustického řetězce bývá opětovná přeměna na signál akustický.
Průchod elektrického signálu elektroakustickým řetězcem naráží však na různá omezení:
1. Nejslabší signály se utápí v šumu a různém rušení.
2. Nejsilnější signály jsou omezeny přenosovými schopnostmi řetězce

Bavíme se většinou o odstupu efektivního signálu od šumu, odstup signál/šum a poměru nejslabších signálů a  maximálního signálu, dynamice signálu. Dynamika signálu stejně jak přebuditelnost se nejčastěji vyjadřuje v dB.

### Specifická omezení
Průchod signálu elektroakustickým řetězcem může narazit ještě na další, specifické omezení jednotlivých přenosových zařízení, pak vznikají odlišné hodnoty dynamiky, viz obrázek, výsledná dynamika celého řetězce však nemůže být lepší než nejhorší v celém řetězci.

### Vlastnosti lidského ucha

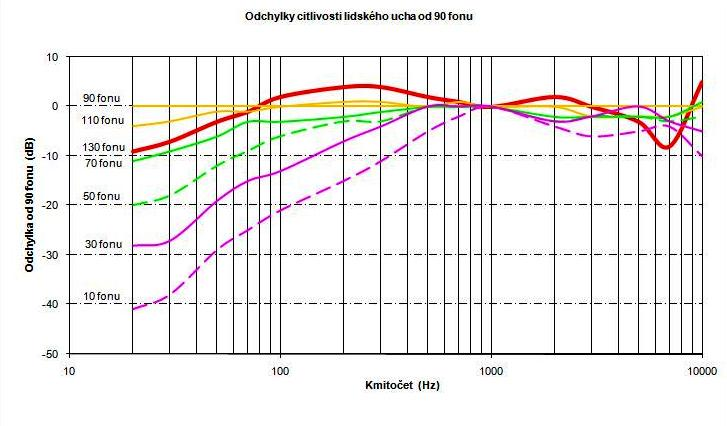
Odchylky citlivosti lidského ucha od 90 fonu.

Lidské ucho má přibližně logaritmický průběh vnímání různých úrovní akustického tlaku - intenzity zvuku. Subjektivní hodnota hlasitosti je také závislá na frekvenci
1. V grafu „Hladiny stejné hlasitosti pro různé intenzity a kmitočty“ je znázorněna subjektivní hlasitost při různých akustických tlacích.
2. V grafu „Odchylky citlivosti lidského ucha od 90fonu“

je znázorněna relativní odchylka citlivosti sluchového orgánu člověka od referenční úrovně 90fonů.

Vnímání dynamiky akustického signálu je rovněž závislé na nelineárních vlastnostech sluchu.
Vlastnosti lidského sluchu byly zkoumány a zadokumentovány 
,
,
,
,
,
,
,
,
,
,
,
,
,
,
až k úrovni akustického tlaku 180 dB.
,
Dle různých zdrojů je hranice 120 - 130 dB považována za práh bolesti, nad hranici 130 dB dochází ke změnám ve vnitřním uchu a nad hranici 170 dB již dochází k poškození bubínku a sluchových kůstek.